# 마이웨이 (미시소가)
마이웨이(MiWay)는 캐나다 온타리오주 미시소가의 시내버스를 운행하는 공영기관으로, 미시소가 교통 (Mississauga Transit)으로도 알려져있다. 마이웨이는 주로 두 종류의 버스를 운행하는데, 일반 완행버스인 마이로컬 (MiLocal)과 급행버스인 마이익스프레스 (MiExpress)로 나뉜다. 마이웨이는 또한 미시소가의 동서를 잇는 BRT 노선인 미시소가 트랜싯웨이를 따라 버스 노선을 운영한다.
마이웨이의 버스 노선은 광역 토론토 지역을 운행하는 GO 트랜싯의 통근열차와 광역버스, 미시소가 북쪽의 브램턴을 운행하는 브램턴 교통의 시내버스, 서쪽의 오크빌을 운행하는 오크빌 교통 버스는 물론 동쪽의 토론토를 운행하는 토론토 교통국의 지하철, 버스 및 노면전차로 갈아탈 수 있다.
마이웨이는 온타리오주에서 세 번째로 가장 큰 버스 운영사로, 81개 노선을 운행하고 있으며, 2019년 기준 연간 5,500만 명의 승객이 이용한다.

## 역사

### 토론토 & 미미코 철도

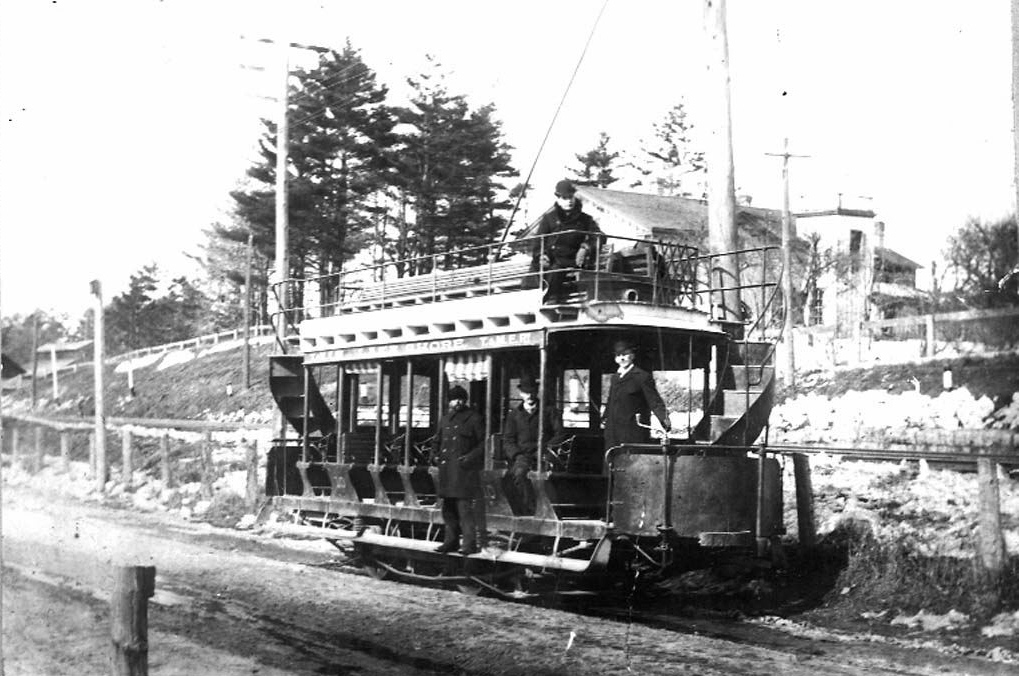
1891년 토론토와 포트크레딧 사이를 운행하는 2층 열차의 모습

19세기까지만 해도 토론토 타운십 (오늘날의 미시소가)의 대부분은 허허벌판이였고 포트크레딧은 비교적 분주로운 마을이였다. 하지만 그랜드 트렁크와 그레이트 웨스턴 철도가 토론토와 해밀턴을 잇는 철도를 지으면서 포트크레딧 항구의 중요성은 줄어들었다. 이에 따라 포트크레딧은 벽돌 제조나 관광업과 같은 다른 산업을 모색해야 했다.
이 당시 토론토 타운십의 대부분은 시골이였기 때문에 장거리 여객 열차와 역마차 외에는 별다른 대중교통 수단이 없었다. 토론토는 요크 카운티까지만 발전이 이루어졌고 온타리오호를 따라 이토비코 하천까지 이어지는 미미코, 뉴토론토, 롱브랜치 같은 동네는 1890년대 이후에야 발전이 이루어졌다. 1893년 7월 1일, 철도 부호인 윌리엄 매켄지는 이토비코 타운십 남부를 운행하던 토론토 & 미미코 철도를 매입하였고 철도 회사는 1895년 7월 1일에 철도 노선을 이토비코 하천까지 연장하였다. 이 노선은 8년 뒤에 이토비코 하천을 지나 토론토 타운십까지 연장되었다.
레이크쇼어 로드를 따라 나란히 놓인 이 철도는 해밀턴 광역전기철도와 같이 토론토와 해밀턴을 잇는 광역 전철을 짓기 위해 지어졌는데, 해밀턴 광역전기철도가 해밀턴에서 오크빌까지, 토론토 & 미미코 철도가 토론토에서 오크빌까지 철도를 놓기로 하였다. 해밀턴 철도는 오크빌까지 이어졌지만 토론토 & 미미코 철도는 자금 부족으로 공사에 난항을 겪었다. 토론토선은 1905년 12월 24일에 휴론타리오가까지 이어졌고, 1906년 11월 19일에는 휴론타리오가에서 크레딧강까지 이어졌다. 한편 포트크레딧과 오크빌 구간은 자금 부족으로 결국 지어지지 못했다.

### 토론토 교외 철도
토론토 타운십 남쪽 뿐만 아니라 북쪽에도 새롭게 전기철도를 놓으려고 했던 회사가 있었다. 1894년에 설립된 토론토 교외 철도 (Toronto Suburban Railway)는 토론토와 궬프를 잇는 전철을 짓고자 하였다. 1911년 설계에 따르면 토론토 타운십의 중부와 북서쪽을 따라 던다스가, 쿡스빌, 스트리츠빌, 메도우베일, 노르발, 조지타운, 액튼, 이든밀스를 지나 궬프까지 이어지는 노선이였다. 이번에도 윌리엄 매켄지가 토론토 교외 철도를 매입해 1912년 7월에 토론토-궬프 노선을 착공하였다. 1914년에 들어서서는 이즐링턴 마을에서 41.5마일 (66.8km)까지 지어졌다.
토론토 교외 철도의 궬프선은 차도와 완전히 분리되어 있으며, 표준궤에 1500V 직류로 운행하였다. 궬프선은 1차 세계대전으로 공사가 지연되었지만 1917년 4월 14일에 정식 개통하였다.
1차 세계대전이 끝나고, 캐나다의 많은 철도 노선이 경제적 난항을 겪게 되었다. 윌리엄 매켄지가 소유했던 캐나다 노던 철도 또한 파산을 면치 못하게 되었고, 연방 정부가 캐나다 내셔널 철도를 출범하면서 토론토 교외 철도도 CN으로 소유주가 바뀌었다.

### 대공황과 2차 세계 대전

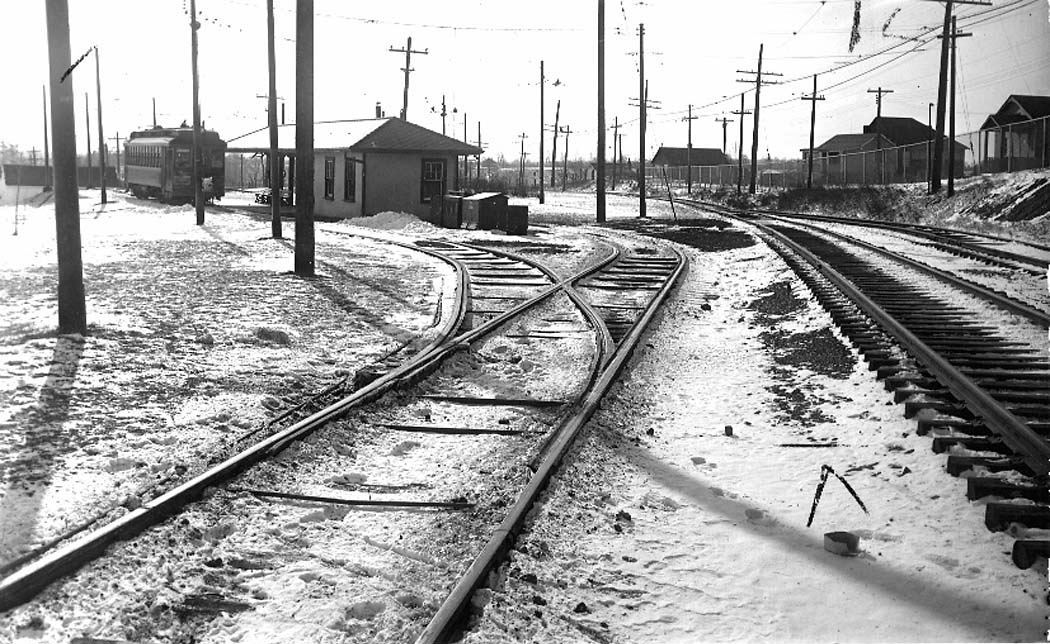
1935년에 롱브랜치 루프를 지나 포트크레딧까지 가는 마지막 교외 열차의 모습

토론토에는 토론토 교통국이 설립되어 기존에 있던 전기철도 뿐만 아니라 토론토 외곽에 있는 몇몇 노선도 공영화하였다. 교통국은 1923년에 토론토 교외철도를 인수하였지만 궬프로 이어지는 교외철도는 인수 대상에 제외되어 캐나다 내셔널 철도가 계속해서 운행하였다.
포트크레딧 철도의 경우에는 토론토시가 1920년 12월 1일에 토론토 & 미미코 철도를 인수하여 온타리오주 수자력공사에 운영을 이관하였다. 앤드루 벡 수자원공사 사장은 이를 온타리오주 남부 곳곳에 통근열차를 운행할 절호의 기회로 보았으나, 토론토시가 온타리오호를 따라 통근열차를 운행하는 방안을 반대하면서 이는 무산되었다. 이에 따라 미미코 교외철도는 1927년 1월 12일에 토론토시에게 다시 이관되었고 표준궤에서 TTC 고유의 1495mm 궤간으로 바뀌고 1928년 9월 27일부터 12월 8일 사이에 험버강에서 이토비코 하천까지 복선 노면전차 노선으로 바뀌었다.
레이크쇼어 로드 이토비코 하천 동쪽 구간이 레이크쇼어 노면전차로 전환되면서 롱브랜치 루프에서 크레딧강까지의 구간은 포트크레딧선으로 계속 운행하였다. TTC의 교외철도 차량으로는 대부분 전신인 토론토 & 요크 교외철도로부터 물려받은 기존 차량을 이용하였다. 교통국은 포트크레딧선에 별도 요금을 부과하였고 이에 따라 레이크쇼어선으로 갈아탈 때 요금을 따로 지불해야 했다.
이후 궬프선과 포트크레딧선은 그렇게 오래 가지 않았다. 자가용과 버스가 활성화되면서 승객 수는 급격히 줄었다. 궬프선은 웨스턴, 브램턴, 조지타운을 따라 이어지는 CN 본선보다 돌아가는 노선이었던 관계로 대공황 이후로 노선 존치가 불투명해졌다. 1931년, 하루 평균 300명이 이용하던 궬프선이 먼저 자취를 감추었다. 캐나다 내셔널 철도는 토론토 교외철도를 인수하는 방안을 거절하였고 이 노선은 결국 온타리오 하이드로에 매각되었고 선로는 2차 세계대전 당시 군수품 생산을 위해 폐선되었다. 포트크레딧선은 1935년 2월 10일까지 운행을 계속하였다. 교통국은 승객 수가 저조한 관계로 노후한 차량과 선로를 교체할 이유를 못 느꼈고, 온타리오주 또한 레이크쇼어 로드의 확장을 추진하고 있었다. 이에 따라 교통국은 포트크레딧선의 운행을 중단하고 버스로 대체 운행하였다.
하지만 철도는 다시 운행을 재개하였다. 2차 세계대전이 발발하고 캐나다는 군수품 생산에 다시 역량을 쏟아부었다. 1942년, 캐나다 정부는 교통국에 군수품 수송을 위해 노면전차 종점을 롱브랜치에서 토론토 타운십으로 연장해줄 것을 요청하였다. 이에 따라 토론토 타운십에 다시 노면전차가 운행하였다. 이 노선은 전쟁 직후인 1945년 10월 13일까지 운행하였고 이후 종점은 롱브랜치 루프로 원상복귀하였다.

### 맬튼

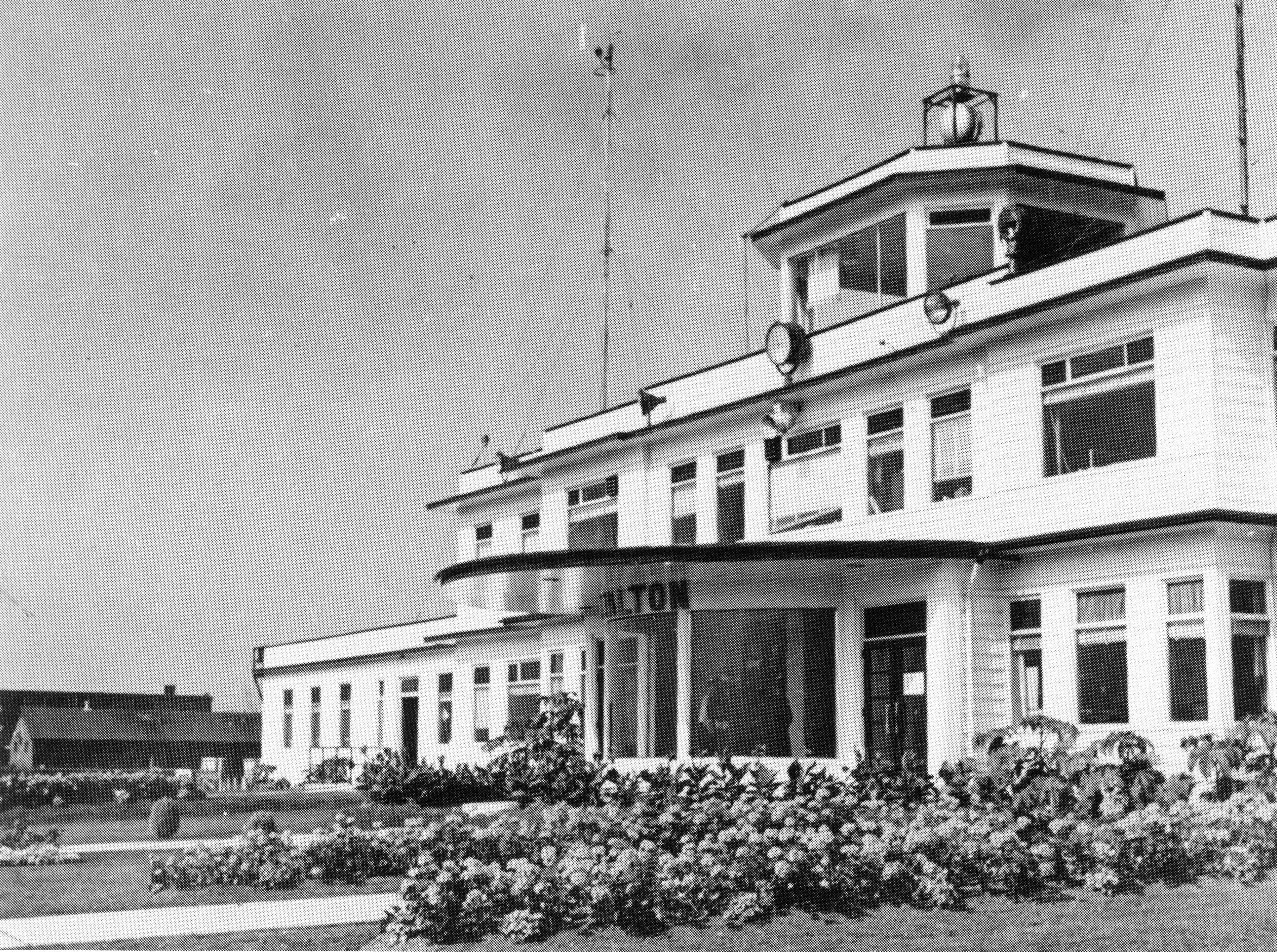
1943년 맬튼 공항 전경

TTC가 토론토 타운십에 운행하던 버스는 포트크레딧 뿐만이 아니었다. 1938년 11월 1일부터 웨스턴과 맬튼을 잇는 시외버스가 운행을 시작하였고, 이는 1954년 7월 1일에 교통국 산하 시외버스 기관인 그레이 코치에 인수되었고, 1955년 12월 12일에 TTC의 58번 맬튼 시내버스로 운행하였다.
맬튼 버스는 1937년에 맬튼 공항 (오늘날의 토론토 피어슨 국제공항)이 지어지면서 운행을 시작했는데, 1938년에 들어서서 맬튼 공항은 170헥타아르 규모로 조명, 라디오, 기상 관측 장비는 물론 포장된 활주로 두 개와 가설 활주로 하나가 들어섰다. 1939년 8월 29일, 맬튼 공항에 첫 여객 항공편이 착륙하였다. 2차 세계대전에 들어서서 맬튼 공항의 중요성이 높아지자 맬튼에 각종 항공 및 방산 공장이 들어섰다. 2차 세계 대전 이후로 맬튼 공항에 이착륙하는 항공편이 늘어나면서 미국 사전 입국 심사대가 1952년에 설치되어 미국 여행이 수월해졌다. 이 공항은 1960년에 토론토 국제공항으로, 1984년에는 레스터 B. 피어슨 국제공항으로 개명하였다.
공항 덕분에 맬튼은 2차 세계대전 이후로 꾸준히 성장하였고 TTC도 맬튼에 계속해서 버스를 운행하였다. 58번 맬튼에 이어서 1966년과 67년에 웨스트우드-맬튼 버스를 시범 운행하였다.

### 사설 버스
1950년대, 토론토 타운십의 포트크레딧과 쿡스빌 지역 인구가 늘어나면서 사설 버스회사가 운행을 시작하였다. 애로우 버스 라인 (Arrow Bus Lines)이 1955년에 시내버스 노선 1개를 운행하였다. 이 노선에 대해 자세히 알려진 건 없지만 1957년 6월 1일 운행 시간표에 따르면 포트크레딧의 센터 로드 (오늘날의 휴론타리오가)와 레이크쇼어에서 던다스, 딕시, 레이크쇼어를 따라 운행하였고, 월요일부터 토요일까지 1시간 간격으로 운행하였다. 요금은 현금으로만 받았고, 이 업체가 운행하는 유일한 버스 노선이였기 때문에 다른 버스 노선으로부터 환승 표는 받지 않았다.

### 전후

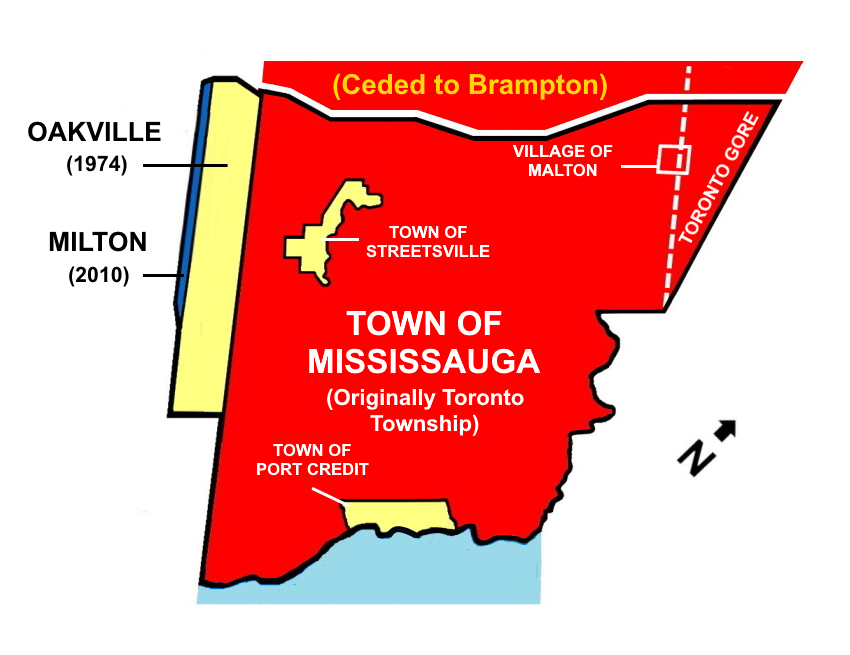
오늘날의 미시소가를 이루는 기존 지자체

토론토 타운십 대부분은 2차 세계대전까지만 해도 대부분 시골이였지만 토론토가 전쟁 직후에 도시 팽창을 거듭하면서 사정이 달라졌다. 이에 따라 온타리오주는 토론토 통합시를 설립하였고, 1960년대에는 통합시 바깥에 있는 토론토 타운십까지 개발 바람이 불어오게 되었다. 주 정부는 1960년대 중반에 토론토의 급속한 팽창으로 고속도로 정체가 극심해질 것으로 예상하였다. 이에 따라 온타리오주는 온타리오호와 퀸 엘리자베스 웨이와 나란히 달리는 CN 본선을 따라 통근열차를 운행하기로 하고, 토론토 타운십에 있던 기존 지자체를 하나로 묶기로 하였다.
1967년 5월 23일, GO 트랜싯이 처음으로 통근열차 운행을 시작하였고 포트크레딧, 론파크, 클락슨역에 정차하였다. 론파크역은 1968년 4월 26일에 문을 닫았지만 클락슨과 포트크레딧역에는 열차가 계속 정차하였다. 1968년, 스트리츠빌과 포트크레딧을 제외한 토론토 타운십의 대부분은 미시소가 마을로 편입되었고, 6년 뒤에는 스트리츠빌과 포트크레딧도 새로 발족한 미시소가시에 편입되었다.
새로운 지자체가 발족되면서 기존 토론토 타운십의 여러 공동체의 정체성 상실과 토론토의 급격한 교외 팽창이 숙제로 남게 되었다. 1978년부터 2014년까지 헤이즐 매칼리언이 미시소가 시장으로 취임하면서 미시소가의 이익을 적극 추구하였고, 심지어는 토론토의 국제공항이 미시소가에 있는 만큼 미시소가 국제공항으로 개명해야 한다고도 주장하였다.
미시소가시가 설립되고 도시가 팽창하면서 시내버스에 대한 수요도 늘어났다. 토론토 교통국에 버스 노선을 연장 운행해달라고 요청한 요크 지역과는 달리, 미시소가시는 독자적으로 버스를 운행하였다. 1969년, 미시소가는 차터웨이스 교통과 조지타운 교통사의 버스를 대절해서 6개월 동안 포트크레딧과 맬튼에 각각 시내버스를 시범 운행하였다. 시범 운행은 성공을 거두어 6개월 넘게 운행하게 되었다.

### 미시소가 교통의 발전

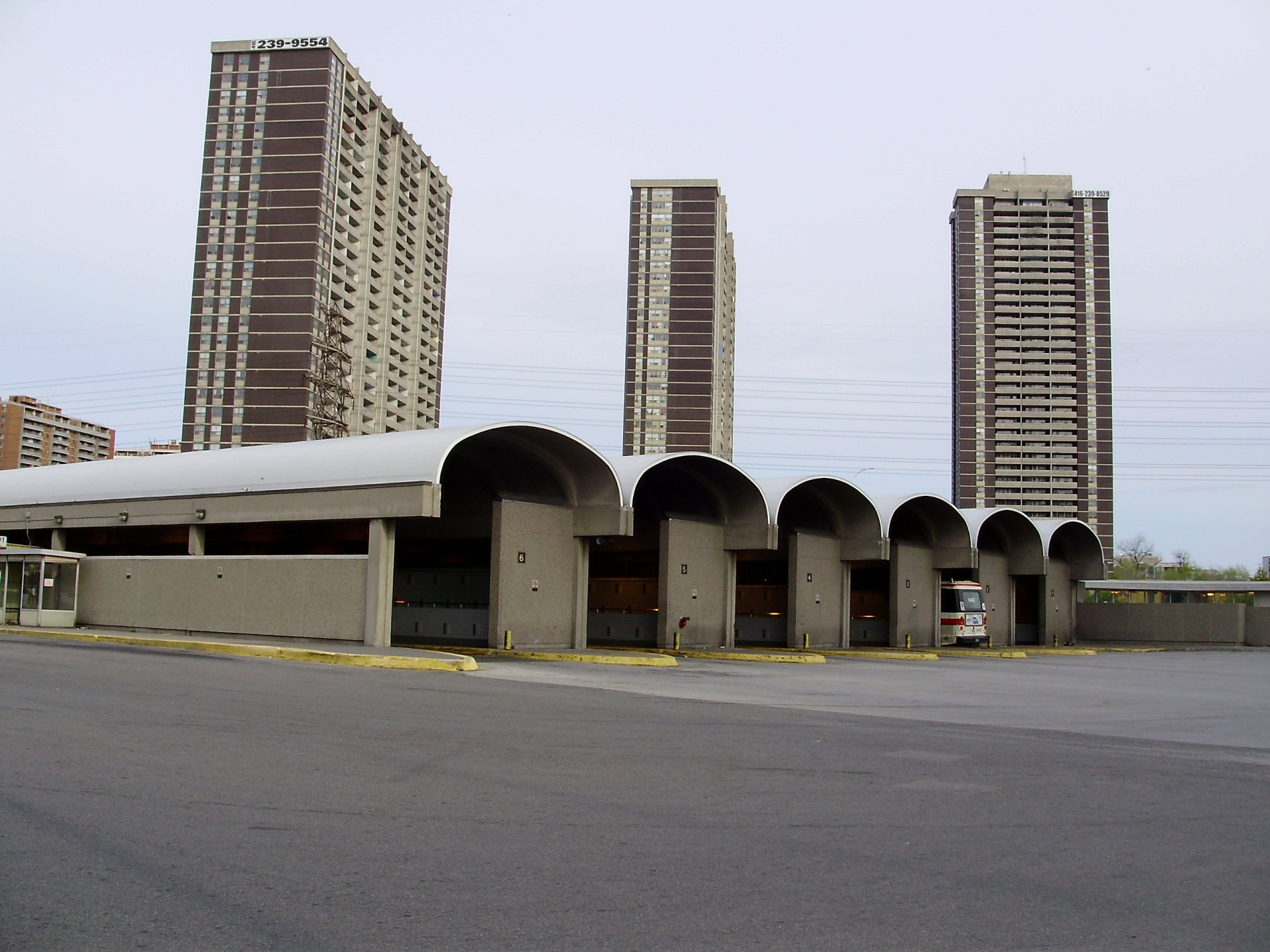
이즐링턴 버스 터미널

1970년대 초반, 온타리오주는 지자체의 대중교통 운영비를 추가 지원하였다. 이에 따라 미시소가는 시내버스를 확장하게 되었다. 1973년 11월, 미시소가시는 버스 회사가 운영하던 시내버스를 공영화하였고, 새로운 로고와 함께 노선 확장에 들어갔다. 버스 노선이 던다스가, 블루어가, 번햄토르프 로드 (및 이후 래스번 로드)를 따라 TTC의 이즐링턴역으로 이어졌고, 맬튼 지역의 시내버스는 다른 노선이 생기기 전에 27번 고속도로를 따라 이즐링턴역으로 향했다.
승객 수가 늘어나면서 버스 노선도 확충되었다. 1976년 2월 8일, TTC의 74번 포트크레딧 버스가 미시소가 교통의 23번 버스로 바뀌었고, 1974년에 번햄토르프 로드와 휴론타리오가에 스퀘어원 쇼핑센터가 문을 열면서 새로운 대중교통 거점이 생겼다. 미시소가 시의회는 이 지역을 미시소가의 새로운 중심지로 발전하기로 하고 1987년에 시청을 스퀘어원으로 이전하였다.
미시소가 교통 또한 규모가 커지면서 성장통을 겪었다. 헤이즐 매칼리언 시장이 이끄는 시의회는 시 재정에 있어서 부채 없이 운영하는 것을 원칙으로 하였고, 인프라 건설을 발전세로 충당하였다. 또한 대중교통 확충에 있어서 인색한 편이였다. 토론토 지하철을 미시소가로 연장하는 방안은 미시소가가 빚더미에 오를 수 있다며 반대하였다. 키플링역에 새로운 광역 터미널을 짓는 방안 또한 비용 분담 문제를 두고 무산되었다.
1996년에 들어서서 400대가 넘는 미시소가 교통 버스가 토론토의 번햄토르프 로드를 따라 이즐링턴역으로 향했다. 토론토에 들어서는 미시소가 버스 수가 늘어나자 지역 주민들의 항의도 이어졌다. 미시소가 교통 버스는 토론토에서 이즐링턴역으로 향하는 승객들을 태울 수가 없었던 관계로 교통 정체에 지역 주민들에게 별다른 도움이 되지 않는다고 판단하였다. 이들의 불만은 토론토와 미시소가 시의회까지 이어졌고, 지역 주민들이 미시소가에서 오는 버스를 막기 위해 진입 차단 시위를 벌이기도 하였다. 토론토 교통국 위원들은 여기에 한술 더해 1998년부터 2001년까지 미시소가 버스가 이즐링턴역 버스 터미널을 이용하는 것을 막기도 하였다.
하지만 미시소가 교통은 도시와 함께 성장을 거듭하였다. 1982년에는 제네럴 모터스에서 길이 18.3m의 굴절버스를 사들이면서 온타리오주에서 처음으로 굴절버스를 이용하는 버스 업체가 되었다. 1987년에는 전자 집표기를 도입하였고, 1989년에는 캐나다에서 처음으로 버스 내부에 에어컨을 설치한 버스 업체가 되었다. 이뿐만 아니라 1980년대에는 토론토와의 연계에만 의지했던 버스 노선을 동네 곳곳을 지나다니는 십자형 버스 노선 체계로 바꾸었고, 이후 브램턴과 오크빌 버스로 갈아탈 수 있도록 노선을 개편하였다.

### 마이웨이

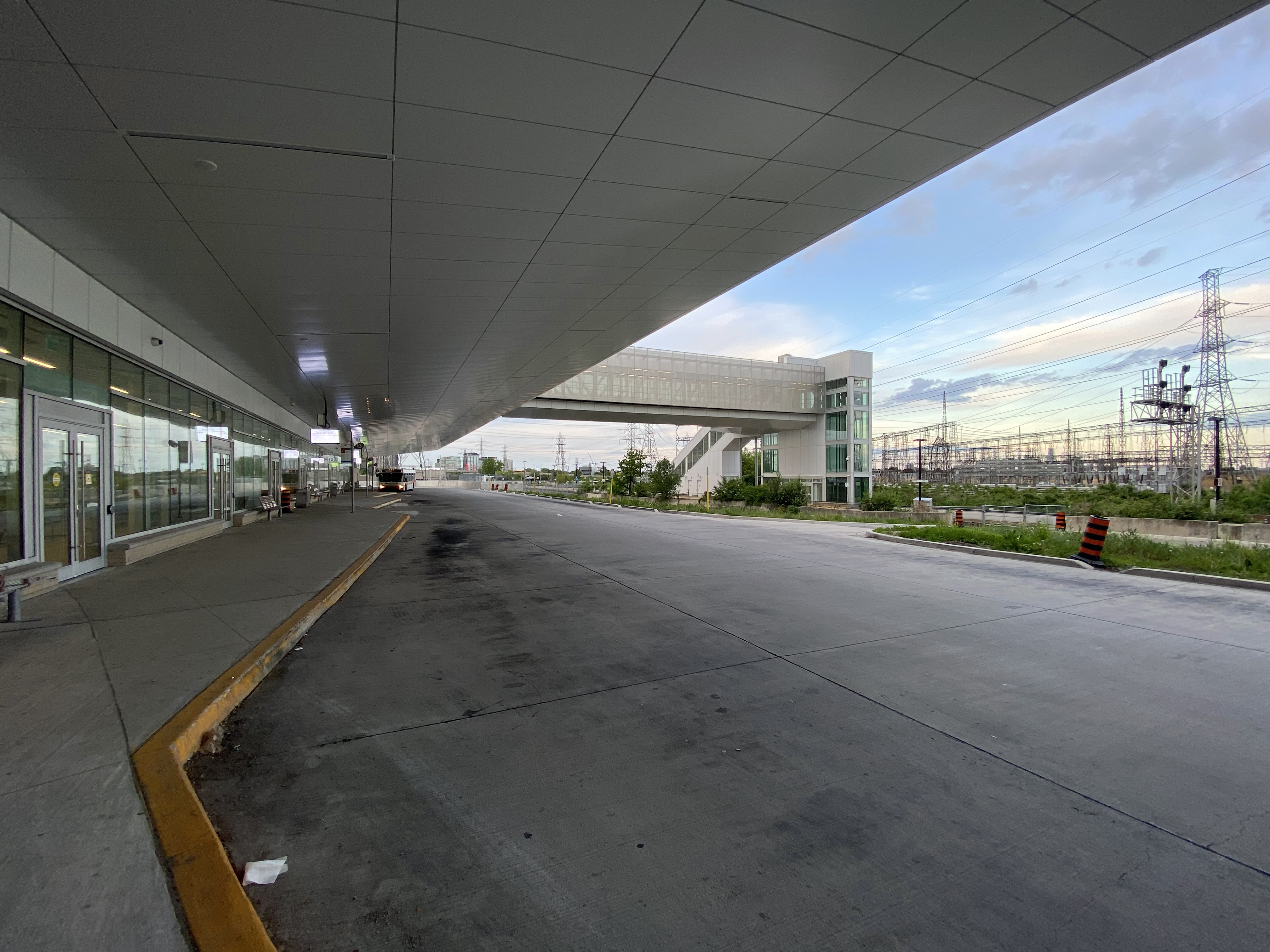
2021년에 개통한 키플링 버스 터미널. 이 터미널에는 현재 마이웨이 및 GO 트랜싯 버스가 정차하고 있다.

2010년 10월 4일, 미시소가 교통은 오늘날의 마이웨이 (MiWay)로 이름을 바꾸었다. 이는 미시소가와 "마이" (My)를 둘 다 염두한 이름으로, 미시소가 시내버스는 주황색의 일반 완행버스인 마이로컬 (MiLocal)과 파란색의 급행버스인 마이익스프레스 (MiExpress)로 이름과 도색을 바꾸었다.
2014년 10월, 403번 고속도로를 따라 미시소가의 동서를 잇는 버스 전용 BRT인 미시소가 트랜싯웨이의 첫 구간이 개통하였다. 1980년대부터 계획했던 이 노선은 2010년에 착공하여 2014년 10월부터 2017년 11월까지 순차적으로 개통하였다. 이에 따라 GO 트랜싯과 마이웨이 버스가 BRT 연선을 따라 운행하게 되었다.
또한 터미널 건설 비용 분담을 두고 갑론을박이 오간 후, 메트로링스가 키플링역을 환승 허브로 구축하고자 하는 계획을 발표하였다. 메트로링스는 2015년 2월에 타당성 조사를 마치고, 2017년 2월에 터미널 건설 업체 선정에 들어갔다. 2018년에 착공된 키플링 버스 터미널은 2021년 1월 4일에 완공되었다. 이에 따라 이즐링턴역에 정차했던 모든 마이웨이 버스들이 키플링역에 새로 생긴 버스 터미널에 정차하게 되었다.
2019년 4월 23일, 마이웨이는 1번 던다스, 3번 블루어, 7번 에어포트, 19번 휴론타리오 등 4개 버스 노선을 평일에 24시간 운행하게 되었다.

## 운행 계통
미시소가의 시내버스를 운행하는 마이웨이의 버스 종류는 크게 두 가지로 나뉘는데, 모든 정류장에 정차하는 완행 버스와 통학 버스는 마이로컬 (MiLocal), 급행 버스는 마이익스프레스 (MiExpress)라고 불린다. 완행버스는 간선 도로를 운행하는 간선버스나 마을 공동체를 운행하는 마을버스를 모두 포함하며, 주로 경유하는 도로나 마을 이름을 따서 지어진다. 급행 버스는 간선 도로나 미시소가의 BRT인 미시소가 트랜싯웨이, 공업단지 등을 경유하는 버스 노선으로, 주요 버스 정류장이나 BRT 정거장에만 정차한다. 버스 노선은 1번부터 99번까지 완행 버스이고, 100번대는 급행 버스, 300번대는 통학 버스이다.
마이웨이의 주요 급행 및 완행 버스 노선은 매일 오전 5시부터 다음 날 오전 12시 30분까지 운행하며, 이 중 4개 버스 노선은 평일에 24시간 운행한다. 한편 일부 노선은 수요에 따라 주말에 운행하지 않는 노선이 있고 평일 출퇴근 시간대에만 운행하는 버스 노선도 있다.
마이웨이는 총 500대의 버스를 운행하고 있으며, 모든 버스는 저상버스로 휠체어 및 교통약자 등이 이용할 수 있다. 마이웨이는 버스 운행에 따른 탄소배출을 절감하기 위해 기존의 노후한 버스 기종을 2019년부터 하이브리드 전기버스로 순차적으로 교체하고 있다. 2020년에는 하이브리드 굴절버스가 11대 도입되었고, 2021년에는 5대가 추가되었다. 마이웨이는 또한 2021년부터 수소전기버스를 시험 운행하고 있다.

## 요금
2024년 4월 기준 마이웨이의 현금 요금은 4.25달러이다. 마이웨이의 모든 버스에서는 교통카드인 프레스토 카드를 통해 요금을 지불할 수 있으며, 2019년 7월 29일부터는 TTC에서 운행하는 52B와 52D번 로렌스 웨스트 버스에서 토론토와 미시소가 시내버스 요금을 둘 다 프레스토 카드를 통해 지불할 수 있게 되었다. 프레스토 카드 단말기에 신용카드나 구글 페이, 애플 페이, 삼성 페이 등 전자지갑을 이용해 요금을 지불할 수 있으며, 이 경우에는 현금 요금인 4달러가 차감되며, 무료 환승도 적용된다. 만 5세 이하 아동은 시내버스에 무료로 승차할 수 있고, 만 65세 이상 노인은 신분증을 지참하여 1달러에 승차할 수 있다.
버스 요금을 현금으로 지불하는 승객은 요금을 지불하고 버스 운전사에게 환승 표를 요구할 수 있으며, 프레스토 카드로 지불한 승객은 다음 버스로 갈아탈 때 환승 할인 등이 자동으로 적용된다.
환승은 요금을 처음 지불한 뒤 2시간 이내로 무료 환승이 가능하며, 이는 광역 토론토 지역의 모든 시내버스에도 해당되며, GO 트랜싯을 이용할 경우 환승 할인도 받을 수 있다.
| 연령층            | 1회 승차 요금 | 프레스토 주간 로열티 프로그램                           | 1개월권 | 만료일      | 비고 |
| ----------------- | ------------- | ------------------------------------------------------- | ------- | ----------- | --- |
| 아동 만 6-12세    | 무료          | 일주일에 요금을 12회 지불할 경우 13번째부터는 무료 승차 | —       | 13번째 생일 | - 만료일에 프레스토 카드 고객센터를 방문해 청소년 요금으로 변경해야 하며, 변경하지 않을 경우 성인 요금이 적용된다. - 미시소가에 거주하는 저소득층 주민은 필 지방자치구 홈페이지를 통해 1개월권 요금을 50% 할인받을 수 있다. |
| 청소년 만 13-19세 | $2.65         | 일주일에 요금을 12회 지불할 경우 13번째부터는 무료 승차 | —       | 20번째 생일 | - 만료일에 성인 요금이 자동으로 적용된다. - 청소년 요금 지불 시 신분증이 필요하다. |
| 성인              | $3.40         | 일주일에 요금을 12회 지불할 경우 13번째부터는 무료 승차 | $141.00 | —           | - 등록하지 않은 카드는 자동으로 성인 요금이 적용된다. - 만 65세에 노인 요금으로 자동으로 변경되지 않으며, 프레스토 카드 고객센터를 방문해 노인 요금으로 변경해야 한다.                                                      |
| 노인 만 65세 이상 | $1            | 일주일에 요금을 12회 지불할 경우 13번째부터는 무료 승차 | $65.00  | —           | - 노인 요금 지불 시 신분증이 필요하다. - 미시소가에 거주하는 저소득층 주민은 필 지방자치구 홈페이지를 통해 1개월권 요금을 50% 할인받을 수 있다.                                                                             |

그외 다른 요금은 아래와 같다.
| 요금                            | 금액  | 비고                                                                           |
| ------------------------------- | ----- | ------------------------------------------------------------------------------ |
| GO 트랜싯 통근열차 및 버스 요금 | 무료  | - 프레스토 카드를 통해 1회권 요금을 지불했거나 만 6-12세 아동인 경우 적용된다. |
| 소가 서머 패스 12-14세          | 무료  | - 7월 1일부터 8월 31일까지 유효 - 미시소가 공영 수영장 무료 이용 가능          |
| 노인 신분증 만 65세 이상        | $5.00 | - 미시소가 시티 센터 터미널에서만 구매 가능                                    |
| 종이 노선도                     | $2.00 | - 미시소가 시티 센터 터미널에서만 구매 가능                                    |

### 유패스
토론토 대학교 미시소가 캠퍼스 학생들은 미시소가 버스를 무제한으로 이용할 수 있는 유패스 (U-Pass)가 등록금에 포함되어있으며, 이 패스를 이용할 때에는 토론토 대학교 학생증 (티카드)을 제시해야 한다. 유패스는 일반 프레스토 카드와는 달리 타인에게 양도할 수 없으며, 무단으로 양도했을 경우에는 과태료 부과, 유패스 몰수 및 학교에 보고된다. 유패스를 분실하거나 도난당한 경우에는 마이웨이 고객센터에 전화해 재발급받을 수 있다.

### 로열티 프로그램
프레스토 카드를 이용해 월요일부터 일요일까지 12회 이상 마이웨이 버스 요금을 지불한 경우, 한 주 내내 무료로 이용할 수 있다. 무료 환승이나 다른 지자체의 버스를 이용한 경우 해당되지 않는다.

## 노선

### 노선과 시간표
2016년 11월 1일부터 마이웨이는 실시간 버스 도착 정보를 알려주는 버스정보시스템을 도입하였다. 미시소가의 모든 버스는 GPS가 설치되어 60초 간격으로 실시간 위치를 확인할 수 있다.
미시소가 버스의 노선도와 시간표는 마이웨이 및 메트로링스의 트립링스 (Triplinx) 홈페이지를 통해 확인할 수 있으며, 시티 센터 터미널과 미시소가 트랜싯웨이 정거장 등 주요 정류장에서는 전광판으로 버스 도착 정보를 확인할 수 있다. 이 외에도 스마트폰에서 구글 지도나 로켓맨 같은 앱을 통해 버스 도착 시간을 확인할 수 있다. 또한 미시소가는 24시간 버스 시간표를 알려주는 시티링크를 운영하는데, 905-615-4287로 전화한 뒤 정류장에 나와있는 네 자리 번호를 누르면 실시간 버스 도착 정보를 알려준다. 도착 정보가 없는 경우에는 시간표에 나와있는대로 알려준다.

### 노선 목록
미시소가에 운행하는 마이웨이 버스 노선은 미시소가의 시내버스 노선 목록을 참고한다. 다만 토론토 교통국이 운행하는 미시소가 버스 노선은 토론토의 시내버스 노선 목록을 참고한다.

## 연계 교통

### 토론토 지역
마이웨이는 미시소가 내외에 있는 버스 터미널과 통근열차역, 트랜싯웨이 정거장 및 그외 주요 시설인 토론토 피어슨 국제공항 등지에서 광역 토론토 지역의 다른 대중교통 운영기관인 GO 트랜싯, 유니언 피어슨 급행, 토론토 교통국, 요크 지역 교통, 브램턴 교통 (줌 포함)과 오크빌 교통으로 환승이 가능하다. 또한 미시소가 버스에서 GO 통근열차로 갈아탈 수 있는 역이 11곳에 달한다.
미시소가의 여러 버스 노선은 토론토 지하철의 키플링역 또는 브램턴, 오크빌까지 운행하며, 반대로 토론토 교통국의 58번 로렌스 웨스트 버스는 미시소가까지 운행하기도 한다. 이러한 경우 미시소가 버스가 시 외곽에서 승객을 실어나를 수 없기 때문에 토론토나 오크빌, 브램턴으로 갈 때 하차만 가능하고 반대로 미시소가로 향할 때 승차만 가능하다.

### 시외 교통
마이웨이 버스에서 온타리오주 등지로 향하는 시외버스로도 갈아탈 수 있는데, 미시소가 시립센터에서는 킹스턴 방면 메가버스 시외버스로 갈아탈 수 있다. 미시소가에서 VIA 철도를 이용할 수 있는 역은 맬튼역으로, 토론토, 런던 및 사니아 방면 열차가 하루 1회 운행한다. 그외 몬트리올, 오타와, 뉴욕, 워싱턴, 윈저, 서드버리 등 장거리 시외버스는 토론토에 있는 유니언역 버스 터미널에서 갈아탈 수 있다.

## 접근성
마이웨이의 모든 버스는 저상버스로 휠체어나 노약자, 교통약자가 이용할 수 있는 버스이다. 휠체어 승객이 탑승할 때에는 정거장까지 램프가 내려온다. 버스 앞좌석은 장애인 및 교통약자 전용석이다. 또한 버스 앞에 있는 여섯 좌석은 평상시에는 일반 좌석으로 활용하고 휠체어나 전동 스쿠터 승객이 이용할 경우에는 좌석을 위로 올려서 휠체어 전용 공간으로 활용할 수 있다.
모든 버스는 전광판과 안내방송을 통해 다음 정류장을 알려준다. 버스 정류장에서 버스가 도착하면 안내방송으로 버스 노선과 행선지를 알려줘 시각장애인 승객의 편의를 돕는다. 휠체어 승객이 이용할 수 있는 버스 정류장은 파란색 휠체어 로고가 표기되어있다.
미시소가 트랜싯웨이의 모든 정거장은 휠체어 및 교통약자 승객이 이용할 수 있으며, 모든 출입구와 엘리베이터, 버스 승강장에는 점자 안내판이 설치되어있다. 커스라역에는 승객들이 승강장 사이를 안전하게 건널 수 있도록 진입 램프가 설치되어있다.
시각장애인 또는 다른 장애인 동반자는 버스를 무료로 이용할 수 있으며, 버스 운전사에게 CNIB 카드를 보여주거나 장애인 동반자라고 알려준다. 시각장애인 안내견도 마이웨이 버스를 이용할 수 있으며, 안내견 조끼를 착용해야 한다. 안내견 조끼를 착용하지 않을 경우에는 버스 운전사가 안내견을 증명할 수 있는 서류를 제시해줄 것을 요구할 수 있다.

## 시설

### 정류장과 터미널
미시소가의 대부분 버스는 버스 터미널이나 지하철역, 트랜싯웨이 정거장 또는 도로 가변에 종착한다. 지하철역 개찰구에서 요금을 먼저 내고 버스에 바로 오를 수 있는 토론토와 달리, 미시소가는 여느 도시와 같이 버스에 오를 때 요금을 지불한다.
미시소가는 2021년 1월부터 연방 및 주 정부로부터 1억 1,350만 달러의 대중교통 지원금을 받아 이중 일부를 정류장 개선에 투자하고 있다. 2021년부터 2027년까지 데리, 딕시, 에린밀스와 에글린턴의 주요 버스 정류장이 개선되는데, 이에 따라 다음 버스가 언제 도착하는 지 전광판이 설치되고 겨울에는 난방이 되도록 시설 개선이 이루어지고 있다. 이외에도 노후한 버스 정류장을 교체하여 휠체어 승객들이 이용할 수 있도록 개선 작업에 들어간 상태이다.

### 본사와 차고지
마이웨이는 차고지가 센트럴 파크웨이와 맬튼 두 군데로 나뉘는데, 센트럴 파크웨이 차고지는 1977년에 개장해 지금까지 쓰이고 있으며, 맬튼은 1992년에 개장해 미시소가 동부에 있는 버스 노선을 맡는다. 본사는 센트럴 파크웨이 차고지 맞은편에 위치해있으며 2008년에 개장한 정비 시설도 이곳에 위치해있다.

### 주차장
마이웨이는 트랜싯웨이 BRT를 이용하는 승객들의 편의를 위해 일부 정거장에 환승 주차장이 구비되어있다. 주차비는 무료이며 최대 15시간 동안 주차할 수 있다. 이 외에도 GO 트랜싯 통근열차역에서는 GO 트랜싯이 관리하는 환승 주차장에 유무료 주차 공간을 제공한다.

## 안전

### 안전 장치
마이웨이 버스 내부 및 정거장 시설에서 승객의 안전을 위해 다음과 같은 안전 장치가 마련되어있다.
- 한밤중에 미시소가 버스를 타다가 안전이 걱정되는 승객들은 버스 운전사에게 두 정류장 사이에 정차해줄 것을 요청할 수 있다. 이 경우 운전사는 버스가 안전하게 정차할 수 있는 한 최대한 가까운 곳에 세워준다.
- 모든 버스에는 방범용 CCTV가 설치되어있는데, CCTV 화면은 범죄 수사, 승객 및 운전사 부상 또는 보험 조사 목적으로 쓰인다.
- 버스 시설이 파손되었거나, 응급차가 필요하거나, 싸움이 일어났거나, 수상한 물건을 발견했거나, 그외 안전에 영향을 미치는 일이 있을 경우에는 905-896-5040으로 전화해 해당 사안을 보고할 수 있다.
- 미시소가 트랜싯웨이의 모든 정거장에는 비상 상황을 대비한 호출 버튼이 있으며, 승강장에서는 부득이한 경우 비상용 출구를 통해 대피할 수 있다.

### 특별사법경찰
마이웨이는 대중교통 규정을 집행하기 위한 특별사법경찰관이 있으며, 이들은 경찰이나 다른 사법기관과 연계해 승객과 운전사의 안전을 책임지는 역할을 맡는다. 이들은 또한 마이웨이 승객들이 도움이 필요한 경우 도와주고, 마이웨이 버스 내부와 터미널을 순찰하며 승객들이 요금을 지불했는지 확인하고, 대중교통과 관련된 미시소가의 조례를 집행하고, 필요한 경우에는 과태료를 부과하거나 법원 출두 명령을 발부하기도 한다.